# Dunlop-Insel
Die Dunlop-Insel ist eine felsige, 1,83 km lange und 1,18 km breite Insel vor der Scott-Küste des ostantarktischen Viktorialands. Sie liegt östlich des Kap Dunlop und der Mündungszone des Wilson-Piedmontgletschers. Von der Festlandküste trennen sie rund 400 m. 
Die Insel wurde erstmals von Teilnehmern der Nimrod-Expedition (1907–1909) unter der Leitung des britischen Polarforschers Ernest Shackleton kartografisch erfasst. Shackleton benannte sie nach Henry Dunlop (1876–1931), einem Teilnehmer der Expedition.